# آنیکا کوکونن
آنیکا کوکونن (انگلیسی: Annika Kukkonen؛ زادهٔ ۱۲ آوریل ۱۹۹۰) بازیکن فوتبال اهل فنلاند است.
از باشگاه‌هایی که در آن بازی کرده‌است می‌توان به باشگاه فوتبال کیف اوربرو دی‌اف‌اف، باشگاه فوتبال روزنگرد، و دیوری گردن اشاره کرد.
وی همچنین در تیم ملی فوتبال زنان فنلاند بازی کرده‌است.